# Claymates
Claymates är ett plattformsspel till SNES. Det är det första spelet i Interplays claymation-serie, vilken senare skulle komma att inkludera Clayfighter-serien.

## Handling
Spelets protagonist är en ung pojke som heter Clayton. Claytons far, professor Putty, har uppfunnit en formel som kan förvandla människor till djur. Samtidigt som Putty visar formeln för Clayton, dyker häxdoktorn Jobo upp, och kräver att Putty ger honom formeln. Putty vägrar, varpå Jobo förvandlar Clayton till en stor, blå boll av modellera, kidnappar Putty, stjäl formeln och ger sig av. Clayton svär att rädda sin far, och ger sig ut på en resa genom sin bakgård, Stilla havsområdet, Japan, Afrika och till slut yttre rymden.

## Gameplay

Clayton

Spelaren kan plocka upp bitar av formeln, i form av lera i olika färger, vilket förvandlar Clayton till ett djur av samma färg som formeln.